# Alloxysta halterata
Alloxysta halterata är en stekelart som först beskrevs av Thomson 1862.  Alloxysta halterata ingår i släktet Alloxysta, och familjen glattsteklar. Arten är reproducerande i Sverige.